# Сен-Жюльен-де-Майок
Сен-Жюлье́н-де-Майо́к (фр. Saint-Julien-de-Mailloc) — коммуна во Франции, находится в регионе Нижняя Нормандия. Департамент коммуны — Кальвадос. Входит в состав кантона Орбек. Округ коммуны — Лизьё.
Код INSEE коммуны — 14599.

## Население
Население коммуны на 2010 год составляло 495 человек.
| 1962 | 1968 | 1975 | 1982 | 1990 | 1999 | 2010 |
| ---- | ---- | ---- | ---- | ---- | ---- | ---- |
| 294  | 291  | 250  | 300  | 324  | 369  | 495  |

## Экономика
В 2010 году среди 306 человек трудоспособного возраста (15—64 лет) 234 были экономически активными, 72 — неактивными (показатель активности — 76,5 %, в 1999 году было 71,8 %). Из 234 активных жителей работали 212 человек (126 мужчин и 86 женщин), безработных было 22 (7 мужчин и 15 женщин). Среди 72 неактивных 19 человек были учениками или студентами, 29 — пенсионерами, 24 были неактивными по другим причинам.